# 威廉·吉布森 (冰球运动员)
威廉·吉布森（英語：William Gibson，1927年4月22日—2006年8月29日），加拿大男子冰球运动员，场上位置是前锋。他曾代表加拿大参加1952年冬季奥林匹克运动会冰球比赛，获得一枚金牌。